# غوردون كولتر
غوردون كولتر (بالإنجليزية: Gordon Coulter)‏ هو لاعب كرة قدم أسترالية أسترالي، ولد في 5 أكتوبر 1898، وتوفي في 14 نوفمبر 1971.

## وصلات خارجية
- غوردون كولتر على موقع AustralianFootball.com (الإنجليزية)
- غوردون كولتر على موقع AFLtables.com (الإنجليزية)